# Darío Lecman
Darío Lecman (n. Buenos Aires: 1 de septiembre de 1971) es un halterófilo olímpico y entrenador deportivo argentino.

## Biografía
A los 25 años, Lecman iba a competir en los Juegos Olímpicos de Atlanta, pero una lesión en el isquiotibial le impidió la participación. Lecman pudo participar en los juegos de Sídney 2000 a pesar de estar lesionado, y cuatro años más tarde en los Juegos Olímpicos de Atenas 2004 en la categoría de 94 kg. 
Lecman ya se encuentra retirado de la actividad después de perderse la oportunidad de clasificar a los juegos de Beijing 2008 por una lesión.
Actualmente, Lecman es entrenador profesional y ha estado a cargo del entrenamiento de deportistas como el tenista Mariano Puerta y algunos jugadores de la selección argentina de rugby.

## Mejores marcas
- Arrancada: 175 kg
- Dos tiempos: 205 kg